# Najdangijn Tüvsjinbajar
Najdangijn Tüvsjinbajar (mongoliska: Найдангийн Түвшинбаяр, även Najdany Tüvsjinbajar), född 1 juni 1984 i Sajchan sum, är en mongolisk judoutövare.
Tüvsjinbajar tog OS-guld i herrarnas halv tungvikt i samband med de olympiska judotävlingarna 2008 i Peking. Han tog därefter även OS-silver i herrarnas halv tungvikt i samband med de olympiska judotävlingarna 2012 i London. Tüvsjinbajar har även tagit en bronsmedalj vid världsmästerskapen 2017 och en guldmedalj vid asiatiska spelen 2014. Han har också ett guld, ett silver samt två brons från de asiatiska mästerskapen.
Han valdes år 2020 till ordförande i landets olympiska kommitté, men avgick i april 2021 sedan han fängslats för misstankar om mord. Tüvsjinbajar dömdes i juli 2022 till 16 års fängelse för mord på en barndomsvän, tillika judoka.